# Álvaro Uribe Vélez

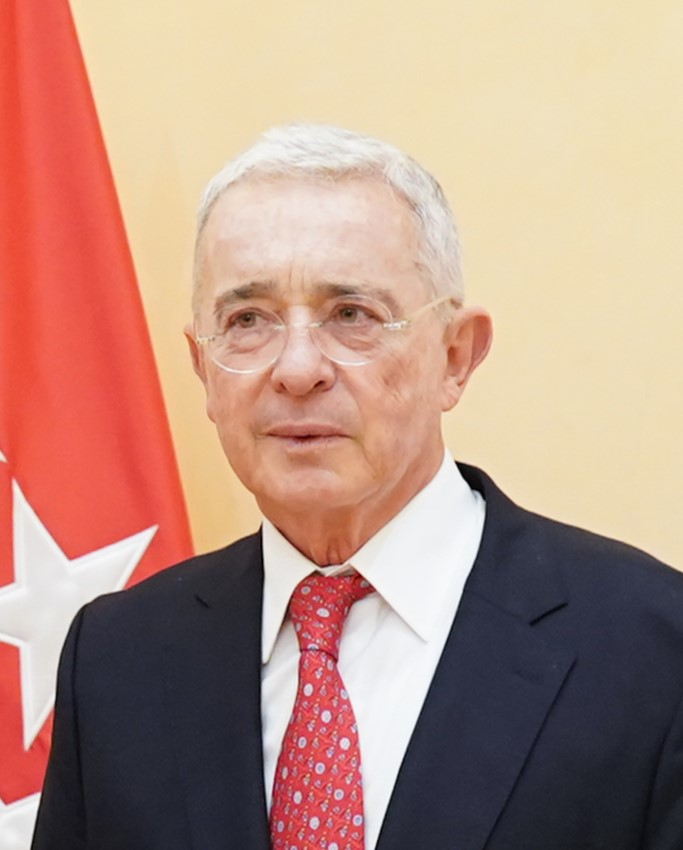
Álvaro Uribe Vélez, 2024

Álvaro Uribe Vélez [ˈalβaɾo uˈɾiβe ˈbeles] (* 4. Juli 1952 in Medellín) ist ein kolumbianischer Politiker. Von 2002 bis 2010 war er der 31. Präsident Kolumbiens.

## Biografie

### Familie
Álvaro Uribe Vélez ist der erste von fünf Söhnen des Großgrundbesitzers Alberto Uribe Sierra und seiner Frau Laura Vélez. Er ist verheiratet mit Lina Moreno, mit der er zwei Söhne hat, Tomás und Jerónimo. Sein Vater wurde 1983 unter unerklärten Umständen ermordet. Laut Álvaro Uribes eigenen Angaben wurde sein Vater von der FARC-Guerilla ermordet, als er versuchte, einer drohenden Entführung zu entkommen. Ein Bericht von Mitarbeitern der U.S. Defense Intelligence Agency DIA von 1991 nennt jedoch seine Verbindungen zum Drogenhandel als Grund für seine Ermordung. Der Bericht über „die wichtigsten kolumbianischen Drogenhändler, die von den kolumbianischen Drogenkartellen für Sicherheit, Transport, Vertrieb, Sammlung und Stärkung von Drogenoperationen, angestellt wurden“, führt Álvaro Uribe als Nummer 82. Uribe habe zudem für das Medellín-Kartell gearbeitet und sei ein „enger persönlicher Freund von Pablo Escobar“ gewesen. Er habe Escobar damals bei seiner politischen Kampagne unterstützt, um einen Sitz als stellvertretender Abgeordneter im Parlament zu erlangen. Escobar kandidierte damals auf den Listen der Liberalen in Medellín, für die Álvaro Uribe wiederum als Bürgermeister von Escobars „Geschäftssitz“ Medellín regierte.

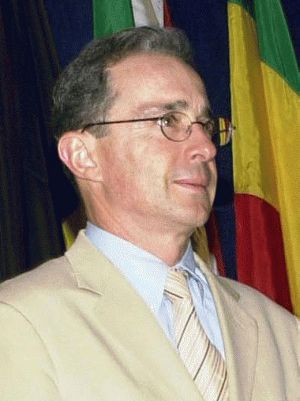
Álvaro Uribe Vélez am 16. September 2003

### Ausbildung
Uribe studierte Rechtswissenschaften und Politikwissenschaft an der Universidad de Antioquia. Nach seinem Abschluss folgten weitere Studienaufenthalte in Harvard und Oxford.

### Politische Laufbahn
1976 wurde Uribe Schatzmeister der öffentlichen Betriebe in Medellín. Von 1977 bis 1978 war er Generalsekretär im Arbeitsministerium und von 1980 bis 1982 Direktor der zivilen Luftfahrt. 1982 wurde er zum Bürgermeister von Medellin gewählt, 1995 zum Gouverneur von Antioquia. Während Uribes Amtszeit (1994–1997) unterstützte er in dem Bundesstaat die Gründung der sogenannten „Asociaciones Convivir“. Diese privaten Milizgruppen machten Front gegen die Guerillabewegung und tauchen seit 1998 in den Berichten des UNHCR in Kolumbien als Keimzelle der rechten Paramilitärs auf. Unter Uribe wurde Antioquia zu ihrer Hochburg. Die rechten Milizen folterten und ermordeten vermeintliche und tatsächliche Mitglieder der Guerillabewegung sowie Gemeindevertreter der zivilen linksgerichteten Oppositionspartei Unión Patriótica, 200.000 Menschen wurden vertrieben. Aus Dokumenten, die im Frühjahr 2007 im Rahmen einer Klage gegen Chiquita vorgelegt wurden, geht hervor, dass Schutzgelder, die für die AUC bestimmt waren, von Convivir-Einheiten eingetrieben wurden.
Für die Präsidentschaftswahlen am 28. Mai 2002 kandidierte Uribe als unabhängiger Kandidat, obwohl er zeitweise Mitglied der Liberalen Partei Kolumbiens war. Uribe setzte sich bereits im ersten Wahlgang gegen die anderen Kandidaten durch und wurde mit 53 % der Stimmen zum kolumbianischen Präsidenten gewählt. Er löste damit Andrés Pastrana Arango im Amt ab. Im Jahr 2013 gründete Uribe eine neue Partei, das Demokratische Zentrum, aus Mitgliedern, Anhängern und mehreren Dissidenten der Partido Conservador Colombiano und der Partido Social de Unidad Nacional. Die Partei nennt sich zentristisch, obwohl sie in der Öffentlichkeit als rechts eingestuft wird.

## Präsidentschaft
Uribe ist für sein hartes Durchgreifen im Kampf gegen die Guerilla-Organisationen FARC und ELN bekannt. Obwohl sein innenpolitischer Kurs auch im Ausland stark umstritten ist, war sein politischer Rückhalt während seiner ersten Amtszeit in der Bevölkerung Umfragen zufolge sehr stark. Uribe genoss bis zum Ende seiner Regierungszeit eine in Kolumbien noch nie für einen Staatspräsidenten zuvor dagewesene Popularität in der Bevölkerung. Seine Zustimmungswerte erreichten stets über 70 %.

### Guerillabewegung
Sein Amtsvorgänger Andrés Pastrana Arango hatte versucht einen Waffenstillstand mit den Guerillagruppen zu vereinbaren. Die Verhandlungen scheiterten jedoch. Uribe trat für eine verstärkte Militärpräsenz ein und unterstützte die Bemühungen der United States Army, den Drogenhandel in Kolumbien mit militärischen Mitteln einzugrenzen.
Bemühungen der ELN, eine Entmilitarisierte Zone in ihrem Guerillagebiet einzurichten, trat Uribe entgegen. Dies begründete er mit den schlechten Erfahrungen, die die Regierung mit einer solchen – 1998 nach Verhandlungen mit den FARC eingerichteten – Zone gemacht hatte.

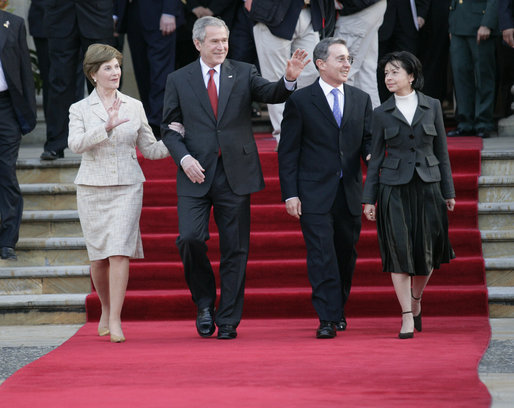
Uribe und Präsident Bush mit ihren Ehefrauen, 11. März 2007

Mittlerweile ist die für die FARC demilitarisierte Zone wieder unter Kontrolle der kolumbianischen Streitkräfte, was nicht heißt, dass nicht auch die FARC noch in diesem – wie in vielen anderen Gebieten Kolumbiens – aktiv sind. Die Zahl der Rebellen sank von 20.000 in den 1990er Jahren auf mittlerweile geschätzte 8.000. Experten sehen die FARC als schwer geschwächt an. Weitere spektakuläre Ereignisse der Politik Uribes waren die Tötung des Vizechefs der FARC, Raúl Reyes, sowie die Befreiung der sechs Jahre in Geiselhaft befindlichen Politikerin Íngrid Betancourt.
In der Drogenbekämpfung ist die Bilanz gemischt: Auf der einen Seite hat die Regierung von Uribe so viel Kokain beschlagnahmt und so viele Felder vernichtet wie nie zuvor in der Geschichte Kolumbiens, auf der anderen Seite weitete sich die Anbaufläche von Cocasträuchern im Jahr 2007 gegenüber dem Vorjahr um 27 % aus, während international der Preis des Kokains verfiel.

### Paramilitärs
Der ehemalige Informatikchef des dem Präsidenten unterstellten Geheimdienstes DAS, Rafael García, sagte 2009 aus, dass seine Behörde mit Wissen Uribes eng mit den Paramilitärs der Autodefensas Unidas de Colombia (AUC) kooperiert habe.
Der Abgeordnete Gustavo Petro legte am 17. April 2007 auf amtliche Dokumente und eidesstattliche Versicherungen früherer Milizoffiziere gestütztes Belastungsmaterial vor, wonach zwei Landsitze der Familie Uribe im Departamento de Antioquia paramilitärischen Gruppen als Treffpunkte dienten, von denen sie nachts ihre Streifzüge starteten und töteten. 2008 erklärte der verhaftete Paramilitär Francisco Villalba der Generalstaatsanwaltschaft und dem Repräsentantenhaus, dass Santiago und Uribe in das Massaker von El Aro Antioquia im Jahre 1997 verwickelt waren. In der Gemeinde El Aro waren damals 17 Einwohner gefoltert, ermordet und zerstückelt, 42 Häuser angezündet, 1200 Rinder gestohlen und die gesamte Bevölkerung aus dem Ort vertrieben worden. Villalba sagte aus, dass sich die Brüder Uribe, der Paramilitär-Chef Salvatore Mancuso, Militäroffiziere und er selbst getroffen hätten, um die Operation zu planen, deren eigentliches Ziel die Befreiung einiger Entführter der Guerilla war. Drei Monate nach dem öffentlichen Geständnis wurde Villalba umgebracht. 2010 enthüllte ein ehemaliger Polizeioffizier vor einer Kommission von Juristen und Menschenrechtsverteidigern in Argentinien, dass Álvaro Uribes jüngerer Bruder, Santiago Uribe, in den 1990er Jahren verantwortlich für das Organisieren einer Gruppe von Paramilitärs war, der über 50 Morde in einer Gegend angelastet werden, in welcher der Großgrundbesitz der Uribe-Familie liegt. Álvaro Uribe war zu dieser Zeit Gouverneur des betreffenden Bundesstaates und habe der Gruppe beigestanden. Mit seiner Hilfe sei der Gerichtsprozess gegen sämtliche Mitglieder und Kollaborateure eingestellt worden.
Gegen 91 Kongressmitglieder wurde wegen ihrer Zusammenarbeit mit den rechtsradikalen Milizen ermittelt. Führende Mitglieder der AUC hatten ausgesagt, dass ein Drittel der Abgeordneten im Repräsentantenhaus und im Senat Verbindungen zu den Paramilitärs hätten oder gar mit deren Hilfe gewählt wurden. Angesichts dieser Zustände und der Menschenrechtsverletzungen, die weiterhin in Kolumbien stattfinden, protestierten die Abgeordneten der sozialistischen, sozialdemokratischen und grünen Fraktionen des Europaparlaments während eines Besuchs Uribes im Frühjahr 2004. Sie verließen den Saal, als Uribe mit seiner Rede beginnen wollte.
Laut Kritikern von Human Rights Watch ist die vermeintliche Demobilisierung der Paramilitärs eine Posse. Das Forschungsinstitut Indepaz aus Bogotá stellte zu Beginn des Prozesses 2004 die Existenz von etwa 13.000 Paramilitärs fest. Laut Angaben der Regierung wurden 31.671 demobilisiert. Zugleich gehen Menschenrechtsorganisationen von der Existenz von 9.000 Paramilitärs aus. Die Menschenrechtsorganisation Human Rights Watch beklagt die Straflosigkeit im Demobilisierungsprozess, weist auf die weitere Existenz paramilitärischer Gruppen hin und denunziert die Infiltration des Paramilitarismus bis in die höchsten Ebenen des politischen Systems.

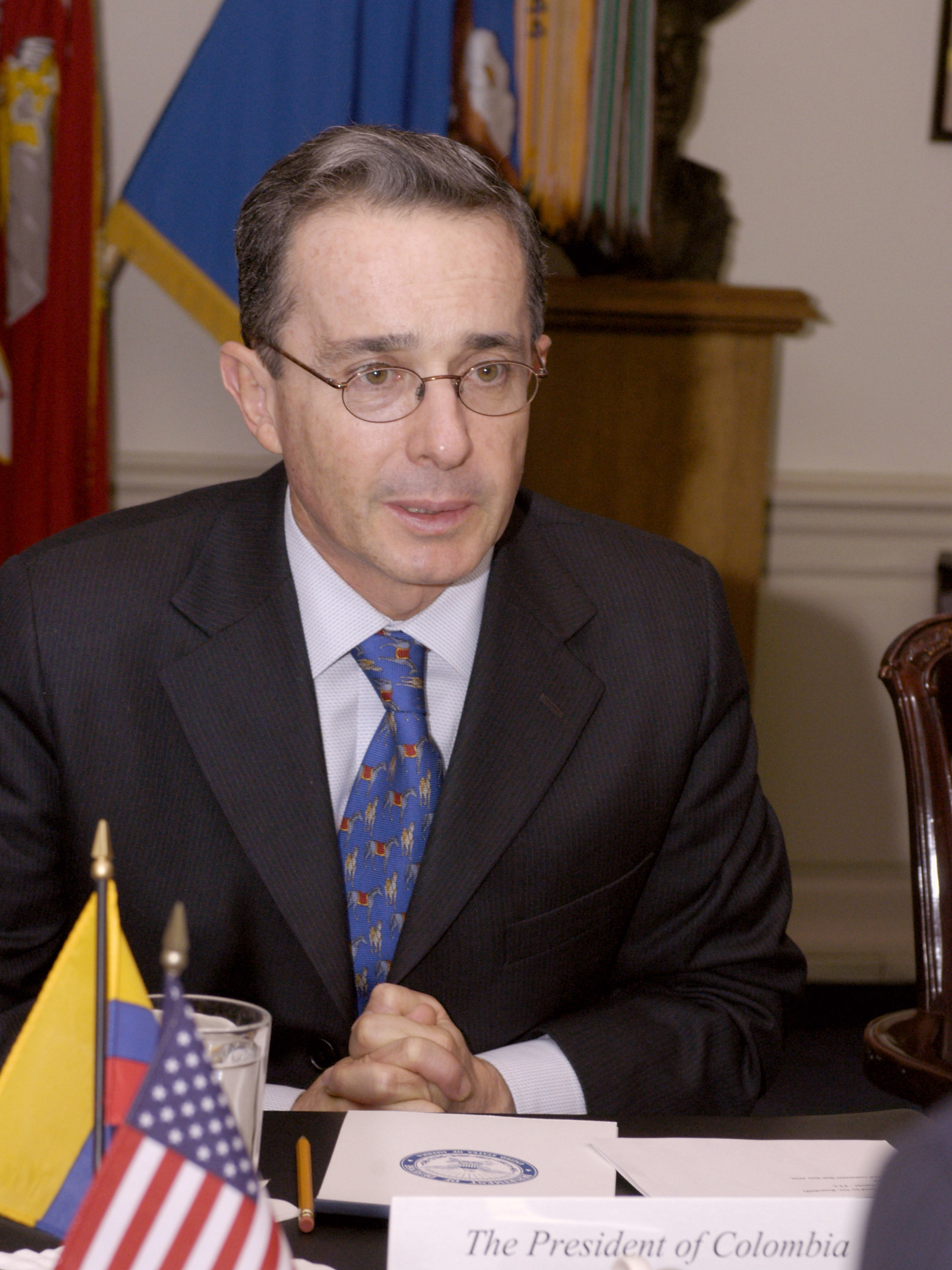
Alvaro Uribe Vélez am 22. März 2004.

### Wahlen
Seit 2003 versuchte Álvaro Uribe, seine Wiederwahl zu ermöglichen, was aber durch die 1991 verabschiedete Verfassung nicht erlaubt war. Ein Gerichtsbeschluss vom 19. Oktober 2005 ermöglichte ihm aber zusammen mit dem Gesetz „Ley de Garantías“, das am 1. November 2005 verabschiedet und am 11. November vom Verfassungsgericht bestätigt wurde, die Kandidatur für 2006. Am 27. November 2005 gab Uribe seine Kandidatur bekannt. Einen negativen Beigeschmack bekam die Verfassungsänderung im Nachhinein durch die Aussage der konservativen Abgeordneten Yidis Medina, dass sie bestochen worden sei. Zwar wurde sie wegen Bestechung vom Obersten Gerichtshof zu vier Jahren Gefängnis verurteilt, die Verfassungsänderung selbst blieb aber unangetastet.
Am 28. Mai 2006 wurde Uribe von 62,2 % der Wähler im ersten Wahlgang im Amt bestätigt. Das ist der höchste Wert, den ein Präsident in Kolumbien in den letzten 80 Jahren erreicht hat. Auch in absoluten Werten lag Uribe mit 7,3 Mio. Stimmen vor allen seinen Vorgängern. Die Wahlbeteiligung lag mit 45 % unter der der letzten 20 Jahre.
Die geplante Abhaltung eines Referendums zur Ermöglichung einer zweiten Wiederwahl Uribes wurde vom obersten Gerichtshof Kolumbiens am 26. Februar 2010 für gesetzeswidrig erklärt. Aufgrund dessen konnte er bei der in diesem Jahr stattfindenden Präsidentschaftswahl nicht mehr antreten. Juan Manuel Santos gewann die Wahl und folgte damit Uribe als Staatspräsident nach.

### Umgang mit kritischen Journalisten
Der Bogotá-Korrespondent der Zeitung El Nuevo Herald, Gonzalo Guillén, erhielt 2007 nach der Veröffentlichung seiner Recherchen über Uribe anonyme Drohungen und verließ daraufhin Kolumbien am 7. Oktober 2007. Es wird vermutet, dass diese Drohungen auf die Auseinandersetzungen zwischen Guillén und Uribe zurückzuführen sind.

## Nach der Präsidentschaft
Am 28. Juli 2025 wurde Uribe nach siebenjährigem Prozess wegen Zeugenbestechung und Verfahrensbetrugs verurteilt. Er soll inhaftierte Ex-Kämpfer bestochen haben, damit sie seine Verbindungen zu den Paramilitärs leugneten. Er wurde zu 12 Jahren Hausarrest verurteilt. Das Urteil ist noch nicht rechtskräftig, die Verteidigung kündigte an, in Berufung zu gehen.

## Auszeichnungen
Álvaro Uribe Vélez erhielt von Präsident George W. Bush die Presidential Medal of Freedom.
Unmittelbar nach Beendigung seiner Amtszeit als Präsident Kolumbiens wurde Álvaro Uribe im August 2010 vom Generalsekretär der Vereinten Nationen Ban Ki-moon zum Vizepräsidenten der Untersuchungskommission zum Angriff auf die Gaza-Flotilla ernannt, was weltweit Proteste auslöste.